# Гай Юлий Бас
Гай Юлий Бас (на латински: Gaius Iulius Bassus) е политик и сенатор на Римската империя през 2 век.
Вероятно е син на Гай Юлий Квадрат Бас, който произлиза от Галация и е суфектконсул 105 г. и през 117/118 г. управител на Дакия, където умира и е погребан в Пергамон.
През 139 г. Гай Юлий Бас е суфектконсул заедно с Марк Цекций Юстин.